# Gerald O'Collins
Gerald O'Collins S.I. (Melbourne, 2 luglio 1931 – Melbourne, 22 agosto 2024) è stato un gesuita e teologo australiano, noto per le sue opere di cristologia.

## Biografia
Nato in Australia, studiò all'Università di Melbourne, dove si laureò e in seguito specializzò con laurea magistrale (master degree). Ordinato sacerdote nel 1963 presso la Compagnia di Gesù, ottenne una Licenza in Teologia Sacra presso lo Heythrop College di Londra nel 1967. L'anno successivo ricevette un Ph.D. in teologia dall'università di Cambridge, dove ebbe anche a tenere una fellowship di ricerca presso il Pembroke College. Insegnò alla Weston School of Theology (Boston Theological Institute) di Cambridge  e al JTC di Melbourne per cinque anni prima di accettare un professorato presso l'Università Gregoriana nel 1973. Servì in qualità di decano della facoltà di teologia per sei anni. Nel 2006 fu nominato professore ricercatore al St. Mary's University College (Twickenham).
Nel corso degli anni O'Collins ricevette diversi dottorati onorari per le sue autoritatevoli attività accademiche e culturali: dall'Università di San Francisco (1991), università del Surrey (2003), Sacred Heart University (Bridgeport, Conn.) (2004); Universitas Joannis Carroll (Cleveland, Ohio) (2007); e un DD (Divinitas Doctor) dal Melbourne College of Divinity (2007); nominato Professore Onorario aggiuntivo della Università Cattolica Australiana (2007-2010).
O'Collins organizzò e presiedette dei simposi internazionali ecumenici sulla Risurrezione (1996), la Trinità (1998), l'Incarnazione (2000), la Redenzione (2003) e l'opera di Papa Giovanni Paolo II (2008), avendone inoltre curato i rispettivi rendiconti. Rientrò in Australia nel 2009.
O'Collins divenne docente onorario e ricercatore del Pembroke College e successivamente professore onorario aggiunto della Università Cattolica Australiana. Tenne conferenze e lezioni presso l'Università di Cambridge e i corsi specialistici Cardinal Hume dello Heythrop College. Tra le altre onorificenze, gli venne conferito il Premio Malipiero, il Premio Europeo Stefano Borgia e la Medaglia Johannes Quasten dell'Università Cattolica d'America.

## Interviste e conferenze
- Christ at the Center, The Mullen Lecture, St Mary Seminary, Cleveland (Ohio) 09/11/2008
- Christ at the Center, The St Augustine Lecture for Bridgeport diocese, Fairfield, (USA) 06/11/2008
- The Beauty of Christ, The Newman Lecture, St Tomas More Center, Yale University, 05/11/2008
- Otto lezioni sulla Cristologia, Pluscarden Abbey, Scozia, 13-17/10/2008
- Simposio sulla Risurrezione di Gesù, St Mary's College (Adelaide) 23/08/2008
- Lezione su Gesù: Un Ritratto, Yarra Theological Union (Melbourne) 31/07/2008
- Lezione su Gesù: Un Ritratto, Milltown Institute (Dublino) 17/05/2008
- Lezione su Gesù: Un Ritratto, Università di Birmingham, 26/04/2008
- Tre Interventi sulla televisione britannica BBC Worldwide (su Papa Benedetto XVI e la sua visita negli USA) 16-20/04/2008
- Conferenza sulla teologia di Papa Giovanni Paolo II, St Mary's University College, 24-27/03/2008
- Lezione (sulla Chiesa), Melbourne College of Divinity, agosto 2007
- Corso sulla Cristologia, Boston College, luglio 2007
- Conferenza sul Clero, St Mary's University College, 18-19/06/2007
- Trasmissione radio sulla BBC Radio 4, Cambridge 06/05/2007
- Lezione Margaret Beaufort, Cambridge, aprile 2007
- Serie di Lezioni Cardinal Hume, Heythrop College, Londra, marzo 2007
- Lezione Fisher, Cambridge, febbraio 2007
- Lezione "Who is Jesus? Does it matter?", St Mary's University College, Belfast, febbraio 2007
- Intervista con la BBC One - 13/02/2007
- Intervista con BBC Radio Irlanda del Nord, 04/02/2007
- Conferenza alla National Press Club, Washington, settembre 2006
- Presentazione di relazione sull'Incarnazione, conferenza di Lovanio, novembre 2005
- Presentazione di relazione su Teilhard de Chardin (Roma), 2004
- Numerosi interventi in TV e radio per la BBC e altre reti, specialmente Radio Vaticana

## Riconoscimenti
- Premio per miglior libro di teologia del 2006, conferito dalla Catholic Press Association of the United States and of Canada per l'opera Living Vatican II (Paulist Press).
- Medaglia Johannes Quaster (Università Cattolica d'America), 2006
- Premio Europeo Stefano Borgia (Stefano Borgia Foundation), 2001
- Visiting Scholar, Pembroke College (Cambridge), 1991-92
- Premio Malipiero (Malipiero Foundation, Bologna) 1987
- Honoured Visitor, Pembroke College (Cambridge) 1973-74
- Research Fellow, Pembroke College (Cambridge) 1967-69
- Università di Melbourne travelling scholarship 1965-67
- Medaglia d'Oro Leeper (sez. Classici) University of Melbourne, 1958

## Opere
Traduzioni in italiano
- Gerald O'Collins e René Latourelle, Problemi e prospettive di teologia fondamentale, Brescia, Editrice Queriniana, 1980, ISBN 978-88-399-0032-6.
- Gerald O’Collins, Teologia fondamentale [Fundamental Theology], Brescia, Editrice Queriniana, 1982  [1981], ISBN 978-88-399-0341-9.
- Gerald O’Collins, Gesù risorto. Un'indagine biblica, storica e teologica sulla risurrezione di Cristo [Jesus Risen. An Historical, Fundamental and Systematic Examination of Christ's Resurrection], Brescia, Editrice Queriniana, 1989  [1987], ISBN 978-88-399-0358-7.
- Gerald O’Collins, Cristologia. Uno studio biblico, storico e sistematico su Gesù Cristo [Christology. A Biblical, Historical, and Systematic Study of Jesus Christ], Brescia, Editrice Queriniana, 1997  [1995], ISBN 978-88-399-0390-7.
- Gerald O’Collins, Incarnazione [Incarnation], Brescia, Editrice Queriniana, 2004  [2002], ISBN 978-88-399-0804-9.
- Gerald O’Collins e Mario Farrugia, Cattolicesimo. Storia e dottrina [Catholicism. The Story of Catholic Christianity], Brescia, Editrice Queriniana, 2006  [2003], ISBN 978-88-399-0433-1.
- Gerald O’Collins, La fede pasquale. Credere nel Risorto [EASTER FAITH. Believing in Risen Jesus], Assisi, Cittadella Editrice, 2008  [2003], ISBN 978-88-308-0927-7.
- Gerald O’Collins, Gesù nostro redentore. La via cristiana alla salvezza [Jesus Our Redeemer. A Christian Approach to Salvation], Brescia, Editrice Queriniana, 2009  [2007], ISBN 978-88-399-0445-4.
- Gerald O’Collins, Gesù. Un ritratto [Jesus: a Portrait], Brescia, Editrice Queriniana, 2010  [2008], ISBN 978-88-399-2874-0.
- Gerald O’Collins, Salvezza per tutti. Gli altri popoli di Dio [Salvation for All. God’s Other Peoples], Brescia, Editrice Queriniana, 2011  [2008], ISBN 978-88-399-0852-0.
- Gerald O’Collins, Una cristologia delle religioni [A Christology of Religions], Brescia, Editrice Queriniana, 2021  [2018], ISBN 978-88-399-3437-6.
- Gerald O'Collins, Ispirazione. Verso un'interpretazione cristiana dell'ispirazione biblica [Inspiration. Towards a Christian Interpretation of Biblical Interpretation], Brescia, Editrice Queriniana, 2022  [2018], ISBN 978-88-399-3614-1.

Opere in inglese
- Gerald O’Collins, Fundamental theology, Mahwah (NJ), Paulist Press, 1981, ISBN 978-0-8091-2347-6.
- Gerald O’Collins, Jesus Risen: An Historical, Fundamental and Systematic Examination of Christ's Resurrection, Mahwah (NJ), Paulist Press, 1987, ISBN 978-0-8091-0393-5.
- Gerald O'Collins, Christology: A Biblical, Historical, and Systematic Study of Jesus Christ, Oxford, Oxford University Press, 1995, ISBN 978-0-19-955787-5.
- Gerald O’Collins, Following the Way: Jesus Our Spiritual Director, Mahwah (NJ), Paulist Press, 2000, ISBN 978-0-8091-3984-2.
- Gerald O’Collins, Incarnation, Continuum International Publishing Group, 2002, ISBN 978-0-8264-5535-2.
- Gerald O’Collins e Mario Farrugia, Catholicism. The Story of Catholic Christianity, Oxford, Oxford University Press, 2003, ISBN 9780199259953.
- Gerald O’Collins, EASTER FAIT: Believing in the Risen Jesus, London, Darton, Longman and Todd, 2003, ISBN 978-0232525090.
- Gerald O'Collins, Living Vatican II. The 21st Council for the 21st Century, Awarded best theology book of 2006 by the Catholic Press Association of the United States and of Canada, Mahwah (NJ), Paulist Press, 2006, ISBN 978-0-8091-4290-3.
- Gerald O'Collins, The Lord's Prayer, London, Darton Longman and Todd, 2006, ISBN 9780232526844.
- Gerald O’Collins, Jesus Our Redeemer. A Christian Approach to Salvation, Oxford, Oxford University Press, 2007, ISBN 978-0199203130.
- Gerald O’Collins, Daniel Kendall e Jeffrey LaBelle, Pope John Paul II. A Reader, Mahwah (NJ), Paulist Press, 2007, ISBN 978-0809144792.
- Gerald O’Collins, Salvation for All. God’s Other Peoples, Oxford, Oxford University Press, 2008, ISBN 978-0199238903.
- Gerald O’Collins, Jesus: a Portrait, London, Darton, Longman and Todd, 2008, ISBN 9780232528114.
- Gerald O’Collins, The Legacy of John Paul II, London, Burns & Oates, 2008, ISBN 978-0860124405.
- Gerald O’Collins, Catholicism. A very short introduction, Oxford, Oxford University Press, 2008, ISBN 978-0-19-954591-9.
- Gerald O'Collins e Michael Keenan Jones, Jesus Our Priest: A Christian Approach to the Priesthood of Christ, Oxford, Oxford University Press, 2010, ISBN 978-0199576456.
- Gerald O’Collins, Rethinking Fundamental Theology, Oxford, Oxford University Press, 2011, ISBN 978-0-19-960556-9.
- Gerald O’Collins e Mary Ann Meyers, Light from Light: Scientists and Theologians in Dialogue, Grand Rapids, Eerdmans, 2012, ISBN 978-0802866677.
- Gerald O’Collins, A Christology of Religions, Maryknoll (NY), Orbis Books, 2018, ISBN 978-1626982819.
- Gerald O’Collins, Inspiration. Towards a Christian Interpretation of Biblical Inspiration, Oxford, Oxford University Press, 2018, ISBN 978-0198824183.